# Dead Rising: Chop Till You Drop
Dead Rising: Chop Till You Drop (в Японии также известна как Dead Rising: Zombie Sacrifice) — видеоигра, выполненная в жанрах survival horror и открытый мир. Dead Rising: Chop Till You Drop представляет собой созданную с нуля версию игры Dead Rising для консоли Nintendo Wii. Игра была выпущена 19 февраля 2009 года в Японии, после чего, в этом же месяце состоялся релиз в других странах. Стимулом для разработки Dead Rising: Chop Till You Drop стал успех Wii-версии игры Resident Evil 4; игровой движок данной игры используется и в Dead Rising: Chop Till You Drop.
Главным героем игры является фотожурналист Фрэнк Уэст, приехавший в вымышленный городок Уилламет в штате Колорадо. Там он сталкивается с ордами зомби и живыми сумасшедшими людьми. По мере развития сюжета Уэст пытается раскрыть причину возникновения вируса.

## Описание
Отличием от базовой версии является изменение вида обзора (камера находится ближе к игроку) и оптимизация управления под контроллер Wii Remote. Вместе с тем в связи с меньшими аппаратными возможностями Wii по сравнению с Xbox 360, в Dead Rising: Chop Till You Drop отсутствуют некоторые возможности и функции по сравнению с оригиналом. Например, количество зомби существенно уменьшено, убрана система фотографирования.
Некоторые из измененией: Психопаты Джо Слэйд, Кент Суонсон и Клифф Хадсон потеряли статус боссов, но появляются в виде зомби. Психопат Пол Карсон был убран из игры полностью. Заложники, которых держали данные психопаты, из игры также убраны. Психопата Клетуса Самсона можно спасти от зомби, после чего он будет продавать игроку оружие. Во время битвы с Адамом МакИнтайром («клоуном») играет другая музыка (музыка, которая играет в оригинале во время битвы с Кентом). В торговом центре закрыты некоторые магазины (некоторые просто забаррикадированы). Добавлено больше костюмов. Схватка с заключёнными переделана в стиле QTE, так же они больше не респаунятся. Добавлены новые враги — зомбированные животные, среди которых попугаи и пудели.

## Отзывы критиков
| Сводный рейтинг    | Сводный рейтинг |
| Агрегатор          | Оценка          |
| ------------------ | --------------- |
| GameRankings       | 61,19 %         |
| Metacritic         | 61/100          |
| Иноязычные издания |                 |
| Издание            | Оценка          |
| 1UP.com            | C+              |
| Eurogamer          | 6/10            |
| G4                 | 2/5             |
| GamePro            | [ 18 ]          |
| GameSpot           | 6,5/10          |
| GameTrailers       | 6,9/10          |
| GameZone           | 6/10            |
| IGN                | 6,9/10          |
| ONM                | 6,8/10          |

Игра получила смешанные отзывы от игровых изданий и на веб-агрегаторе Metacritic имеет общий балл 61 из 100. X-Play дал игре 2 звезды из 5; в обзоре были раскритикованы управление, «вялый» геймплей и странные мини-игры. IGN присудил игре 6.9 из 10, но подверг критике графику, написав: «Очевидно, Dead Rising сильно пострадала при переходе от 360 к Wii. На самом деле это даже для Wii плохо». GameSpot дал игре 6.5 из 10, похвалив удобное управление на Wii и динамичные перестрелки.